# گلب گالپرین
گلب گالپرین (روسی: Глеб Серге́евич Гальпе́рин؛ زادهٔ ۲۵ مهٔ ۱۹۸۵) ورزشکار شیرجه اهل روسیه است.
وی در مسابقات کشوری و بین‌المللی در مجموع برندهٔ ۴ مدال طلا، ۱ مدال نقره، ۴ مدال برنز شده‌است.